# Городище (Вахонинское сельское поселение)
Городище — деревня в Конаковском районе Тверской области. Входит в состав Вахонинского сельского поселения.

## География
Находится в юго-восточной части Тверской области на расстоянии приблизительно 13 км на юго-запад по прямой от районного центра города Конаково на правом берегу Волги.

## История
Известна с 1628 года как пустошь. В 1859 году здесь (деревня Клинского уезда Московской губернии) было учтено 26 дворов.

## Население
Численность населения: 208 человек (1859 год), 29 (русские 100 %) в 2002 году, 19 в 2010.